# Печинішка
Печинішка (рум. Pecinișca) — село у повіті Караш-Северін в Румунії. Адміністративно підпорядковане місту Беїле-Херкулане.
Село розташоване на відстані 295 км на захід від Бухареста, 63 км на південний схід від Решиці, 135 км на південний схід від Тімішоари, 126 км на північний захід від Крайови.

## Населення
За даними перепису населення 2002 року у селі проживали 623 особи.
Національний склад населення села:
| Національність | Кількість осіб | Відсоток |
| -------------- | -------------- | -------- |
| румуни         | 617            | 99,0%    |
| чехи           | 5              | 0,8%     |

Рідною мовою назвали:
| Мова      | Кількість осіб | Відсоток |
| --------- | -------------- | -------- |
| румунська | 617            | 99,0%    |
| чеська    | 5              | 0,8%     |